# Architektura barokowa w Ameryce Łacińskiej

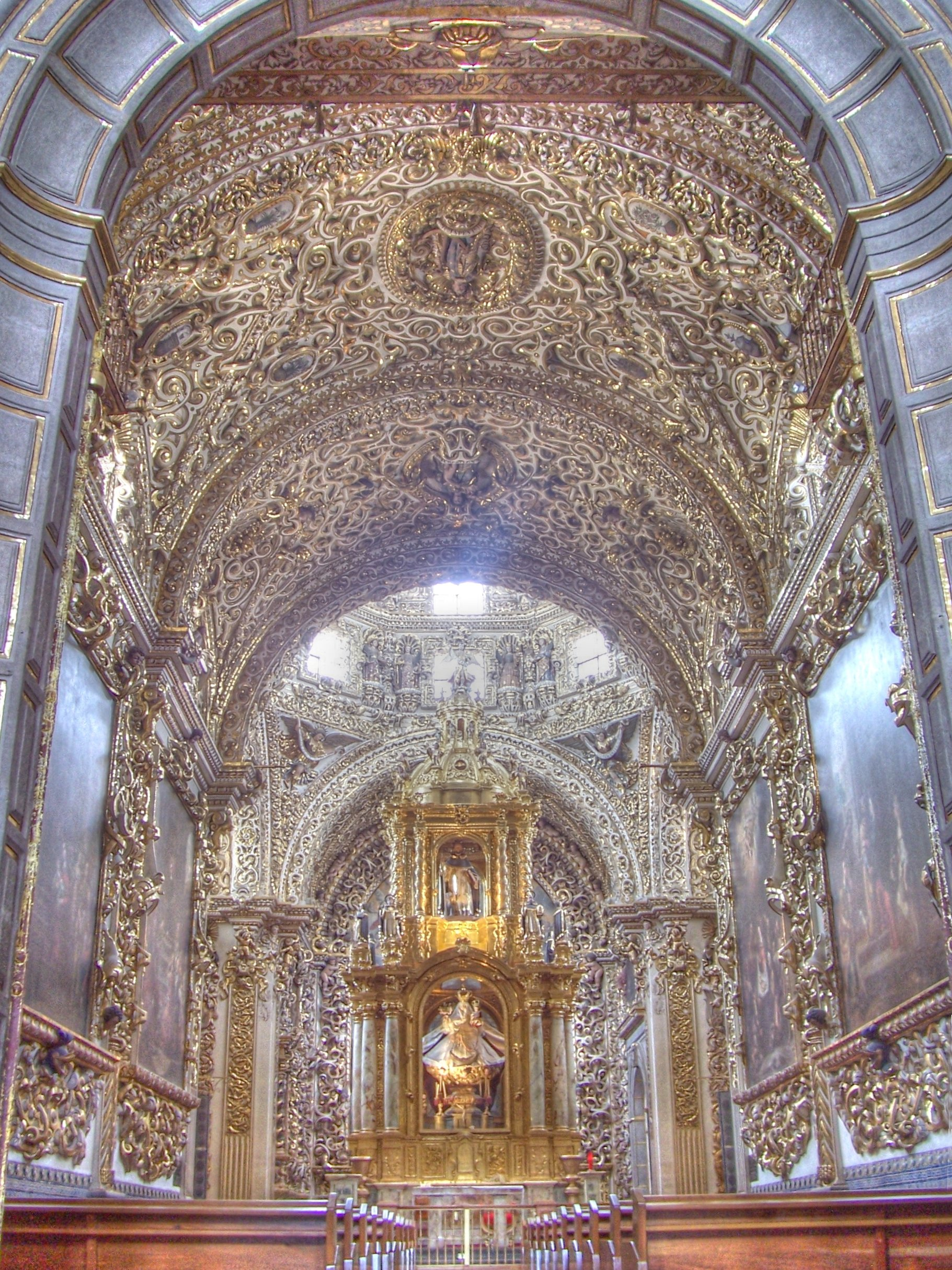
Kaplica del Rosario w klasztorze San Domingo (Puebla)

Po podboju Ameryki hiszpańscy i portugalscy konkwistadorzy rozpoczęli działalność kolonizacyjną. Budując, wprowadzili na te obszary znaną sobie architekturę europejską. Pierwsze budowle łączą w sobie elementy gotyku i renesansu. Dość szybko barok zyskał popularność. Bogate zdobnictwo opierało się na stylach mudejar, plateresco, izabelińskim i manuelińskim. Nie było to jednak proste przeniesienie wzorów. W architekturze Ameryki Łacińskiej splatają się różne formy sztuk europejskiej i prekolumbijskiej, tworząc specyficzne, zróżnicowane zjawisko. Każde z większych miast było samodzielnym centrum sztuki wypracowującym własne wzory.
Realizatorzy obiektów musieli się zmierzyć z odmiennymi warunkami od klimatu pustynnego po lasy tropikalne. Występują tam wysokie temperatury, silne, nawiewające piach wiatry i padają ulewne deszcze. Są tam obszary aktywności sejsmicznej. Zatem wymagania w stosunku do konstrukcji budowli są inne niż w Europie. Także dostępność materiałów budowlanych jest inna. Budowniczowie dysponowali mniejszą ilością kamienia, który wielokrotnie zastępowali drewnem, ale innych gatunków niż dotychczas używane.

## Budownictwo kolonialne
Przybywający do Ameryki zakonnicy należeli do zakonów, których reguła zobowiązywała ich do pracy i nauczania. Jako pierwsi pojawili się franciszkanie, dominikanie, augustianie. W drugiej połowie XVI wieku jezuici. Zakonnicy byli nie tylko misjonarzami nowej wiary, ale także nauczycielami wprowadzającymi na kolonizowanych terenach europejskie metody uprawy ziemi, rzemiosła i sztuki.
Najszybciej i w największej liczbie powstawały nowe klasztory i kościoły. Klasztory zazwyczaj miały charakter obronny. Na dużym dziedzińcu otoczonym murami w centralnej części umieszczano krzyż. W narożach dziedzińca znajdowały się niewielkie, otwarte kaplice. Niewielkie pomieszczenia mieszkalne przeznaczone dla kilku zakonników nie zajmowały zbyt wiele miejsca. Najważniejszymi budowlami były duże kościoły, często bez dzwonnic (dzwony umieszczano w ścianach frontowych, powyżej linii dachu). Do kościołów przylegały niezadaszone kaplice albo podwyższenia przeznaczone dla przybywających do sanktuarium pielgrzymów. Było to nawiązanie do indiańskich tradycji, zgodnie z którymi ceremonie były organizowane na odkrytych dziedzińcach.
Architektura osadników to bogate wille i pałace urzędników państwowych i władz kościelnych, klasztory i kościoły misyjne, gmachy urzędowe. Pierwsze budowle konkwistadorów powstały w Santo Domingo. W latach 1512–1541 zbudowano gotycką katedrę z portalem po stronie zachodniej zdobionym w stylu plateresco. Z pozostałych kościołów pierwszych osadników w San Domingo oraz pierwszej świeckiej budowli, pałacu Diego Kolumba (Casa del Almirante), zachowały się tylko ruiny.

## Elementy sztuki prekolumbijskiej
Osiągnięcia kulturowe rdzennej ludności idą w zapomnienie. Tylko nieliczne elementy sztuki prekolumbijskiej zachowały się jako wątki zdobnicze w wyrobach rzemieślniczych: strojach, sprzęcie domowego użytku. Wspaniałe budowle albo zostały zdewastowane (materiały z rozbiórki wykorzystywano do budowy nowych obiektów) albo przebudowane i dostosowane do potrzeb religii chrześcijańskiej. Wiele obiektów skryła dżungla.
Zatrudnienie miejscowych rzemieślników zaowocowało włączeniem motywów rzeźbiarskich tradycyjnych dla ludności rdzennej. Konstrukcja budowli oparta na przestrzennych, skrzyniowych rozwiązaniach nawiązywała do wzorów prekolumbijskich. Podobnie jak przerywany rytm ornamentu, stosowanie kontrastowych barw i faktur nakładanych na płaskie powierzchnie ścian.

## Charakterystyka według regionów

### Kolonialny podział Ameryki Łacińskiej
Obszar Ameryki Łacińskiej został podzielony przez papieża Aleksandra VI pomiędzy Hiszpanię a Portugalię. Do Portugalczyków należała dzisiejsza Brazylia. Posiadłości Hiszpanii to początkowo:
- Wicekrólestwo Nowa Hiszpania, założone w 1532 r., obejmujące Meksyk i kraje Ameryki Środkowej
- Wicekrólestwo Peru, założone w 1542 r., obejmujące pozostałe ziemie zdobyte przez Hiszpanię w Ameryce Południowej. W latach późniejszych wydzielono z niego Wicekrólestwo Nowej Granady (1717) obejmujące Kolumbię, Panamę, Ekwador i Wenezuelę oraz Wicekrólestwo La Platy (1776) obejmujące Argentynę, Boliwię, Paragwaj i Urugwaj.

### Wicekrólestwo Nowa Hiszpania
Po podboju Meksyku i zdobyciu azteckiego miasta Tenochtitlán Hiszpanie rozebrali większość budowli i świątynie a na gruzach, z wykorzystaniem pozyskanych materiałów, zbudowali stolicę Nowej Hiszpanii – Ciudad de México. Urbanista Alonso Garcia Bravo zaprojektował Ciudad de México na planie regularnej, prostokątnej siatki ulic. W centrum zlokalizował plac o znacznych rozmiarach a przy nim umieścił katedrę z pałacem biskupim, pałac gubernatora i ratusz. Miasto zostało podzielone na cztery dzielnice z zachowaniem schematu zburzonej, azteckiej metropolii i biegnących równolegle do ulic sieci kanałów. Powstało ogromne miasto o regularnie wytyczonych, szerokich ulicach i rozległych placach z dominującymi nad niską zabudową mieszkalną monumentalnymi kościołami. Taki schemat stosowano przy budowie innych miast Nowego Meksyku. Do rzymskich tradycji nawiązywał nie tylko schemat miast ale także budowa akweduktów dostarczających wodę miastom budowanym na meksykańskim płaskowyżu.
Budowane w miastach katedry niekiedy nawiązywały do stylu Herrery albo, znacznie częściej, do obronnych kościołów klasztornych. Były to najczęściej monumentalne, trójnawowe budowle z rzędami kaplic przylegających do naw bocznych. Często kryte sklepieniami kolebkowymi lub płaskimi kasetonowymi stropami. Stosowano także sklepienia żebrowe. Nad skrzyżowaniem naw z transeptem o ramionach mieszczących się w prostokątnym korpusie budowli umieszczano kopułę. Rzadko spotykane rozwiązania na planie centralnym reprezentuje kaplica del Pocinto w Villa de Guadelupe (Ciudad de México), zaprojektowana przez Francisca de Guerrero y Torresa (1779–1791).
Barok w Ameryce Łacińskiej nie wprowadził nowych rozwiązań przestrzennych, skupiając się na dekoracji fasad i wnętrz. Bogate zestawienia detali i ornamentów, podkreślone kontrastem jaskrawych barw miejscowych kamieni, cegieł i barwionych, glazurowych płytek, zaciera granice pomiędzy poszczególnymi elementami fasad. Wewnątrz stiuki i rzeźbione w drewnie dekoracje pokrywają całe płaszczyzny ścian i sklepień. Bujność detalu podkreślają złocenia i barwna polichromia. Ekspresji dodaje oświetlenie – przyciemnione wnętrza bocznych naw i kaplic oświetlonych przez niewielkimi, wysoko umieszczonymi oknami oraz rozświetlone nawy główne i prezbiteria, w których bogata dekoracja ołtarzy, ścian i sklepień mieni się feerią barw i detali. Kolejną cechą baroku Ameryki Łacińskiej są przeogromne ołtarze, których retabulum zostaje rozbudowane na boczne ściany. W Meksyku dekoracja w formie retabulum występuje także na fasadach kościołów.
Przykłady zabytków:
- katedra w Ciudad de México, budowana od 1573 r. według projektu Claudio de Arciniega; przylegająca do niej zakrystia z fasadą zaprojektowaną przez Lorenzo Rodrigueza w formie retabulum (1749–1768;
- bazylika w Villa de Guadalupe (1695–1709) zaprojektowana przez Pedro de Arieta i kaplica del Pocito projekt Francisca de Guerrero y Torresa (Ciudad de México);
- kościół jezuicki San Martin w Tepotzotlán z bogato zdobioną fasadą zbudowaną w latach 1760–1762;
- kościół pielgrzymkowy Nuestra Señora de Ocotlán niedaleko Tlaxcala 1745–1760 z portalem z białego kamienia w formie retabulum umieszczonym pomiędzy dwoma wieżami z czerwonej cegły. Wieże wieńczą górne, dwupoziomowe, bogato rzeźbione partie wykonane z białego kamienia;
- kościół Santa Prisca y San Sebastian w Taxco de Alarcón (1751–1758), zaprojektowany przez Diego Durán Berruecosa i Juana Caballero;
- fasada kościoła Santísima Trynidad zaprojektowana przez Lorenza Rodrigueza (1755–1783) w Ciudad de México;
- fasada kościoła San Francisco w Puebla (1743–1767)
- kaplica del Rosario w klasztorze San Domingo (Puebla)
- fasada i wnętrze kościoła Santo Domingo w Oaxaca
- kościół Nuestra Señora da la Mercem w Antigua Guatemala z białym ornamentem na kolorowym tle pokrywającym całą fasadę. Kościół był wielokrotnie niszczony trzęsieniami ziemi już w XVIII wieku; ostatnio w 1979 r.

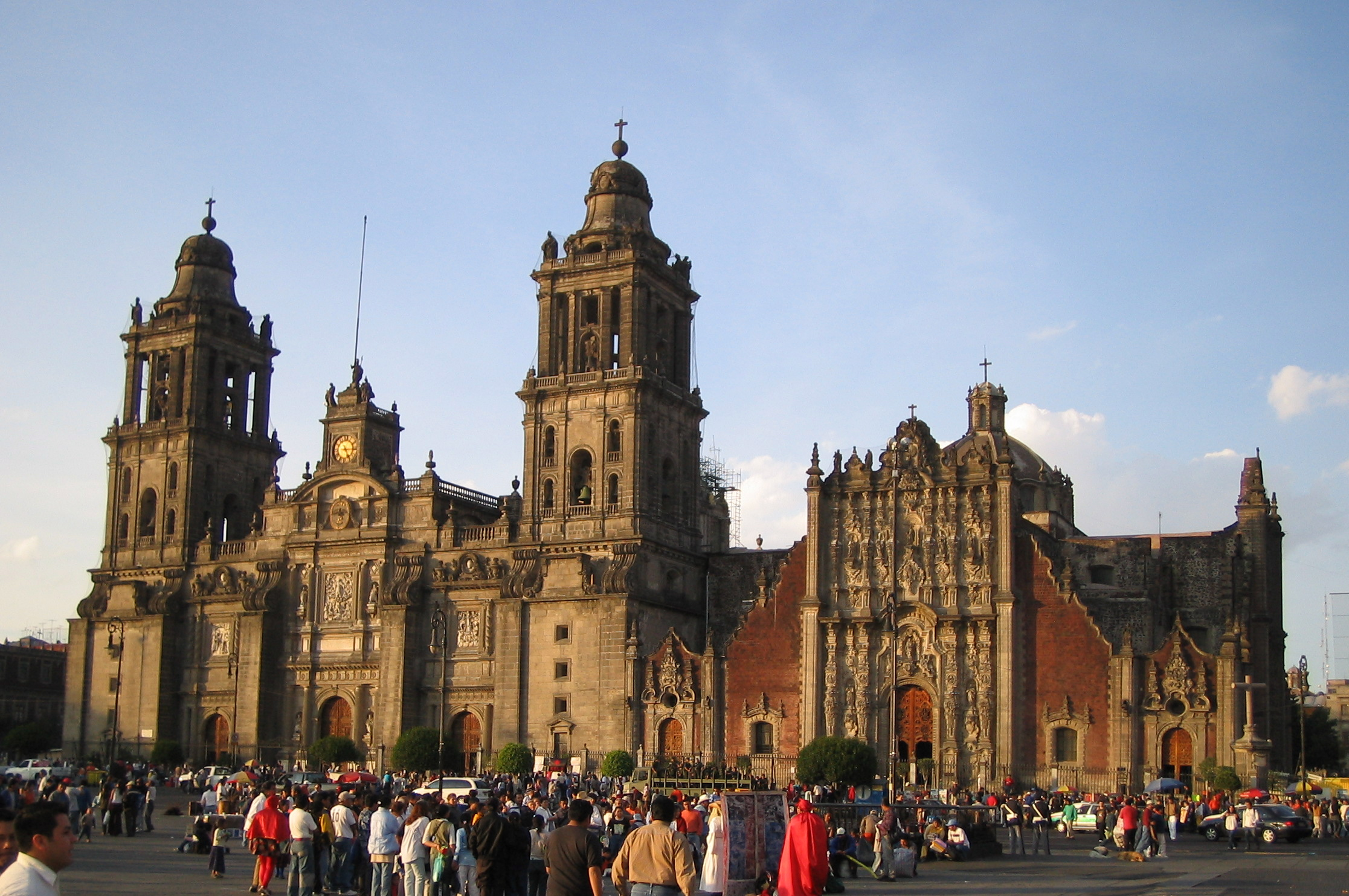
Katedra w Ciudad de México, z prawej fasada zakrystii
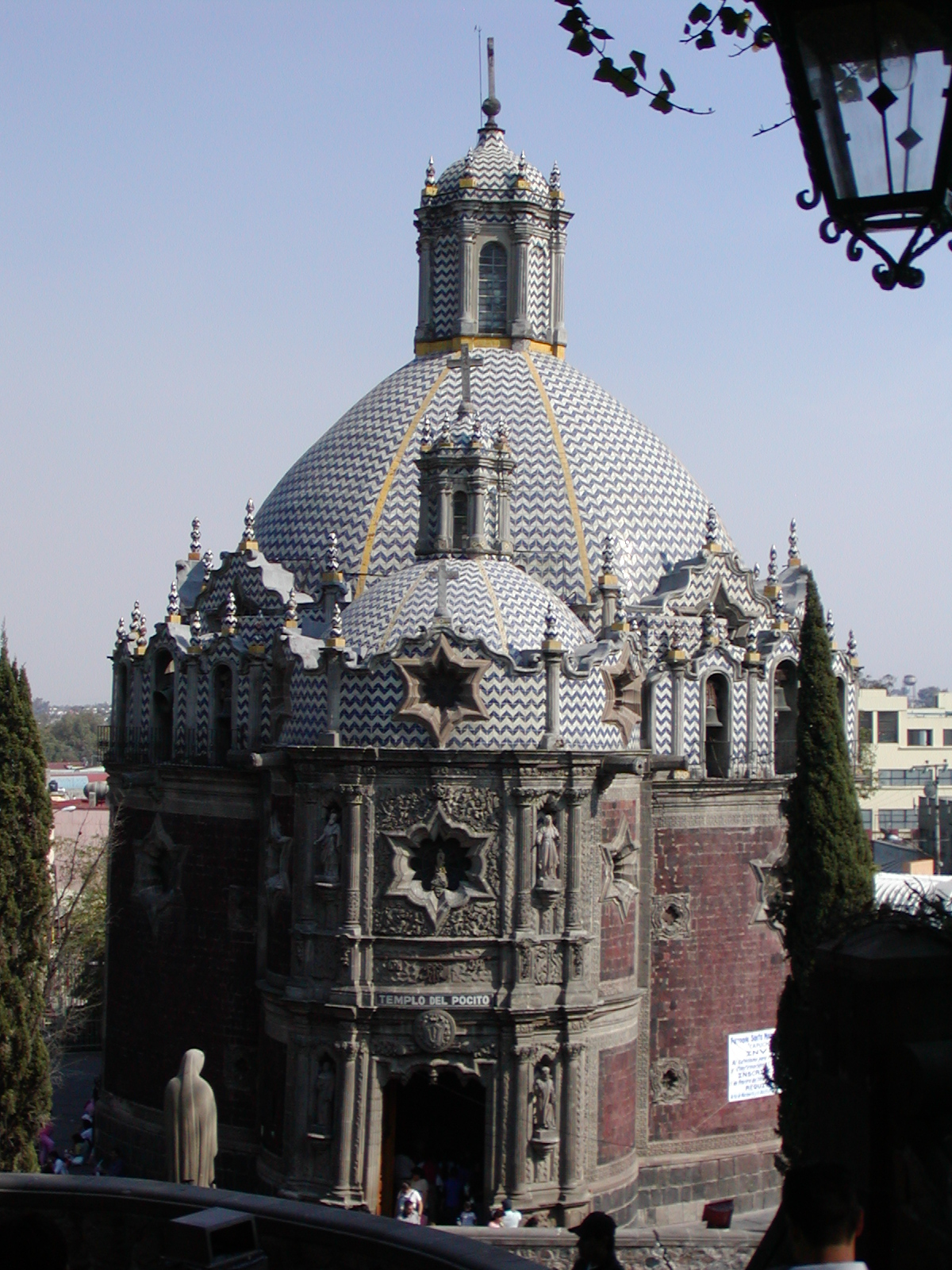
Kaplica del Pocito w Meksyku
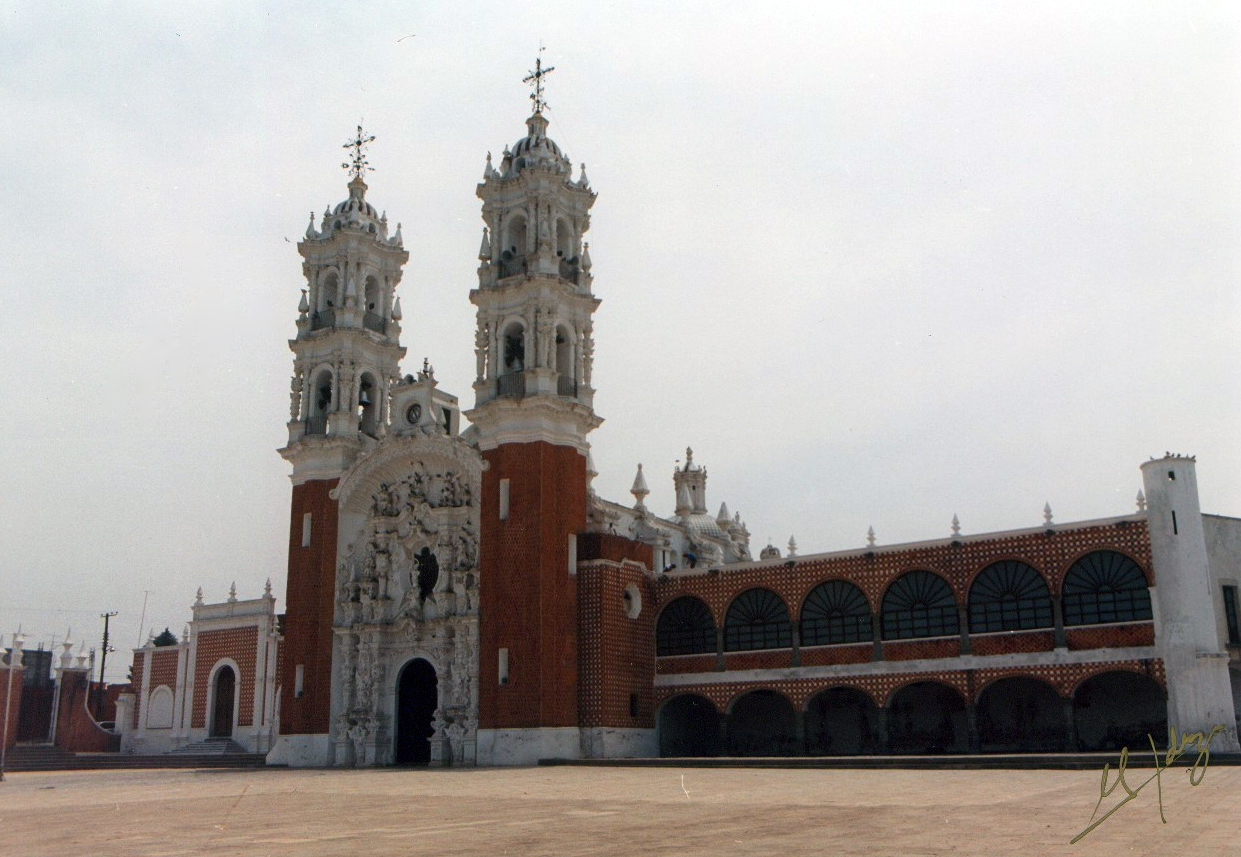
Kościół Nuestra Señora de Ocotlán (Tlaxacala)
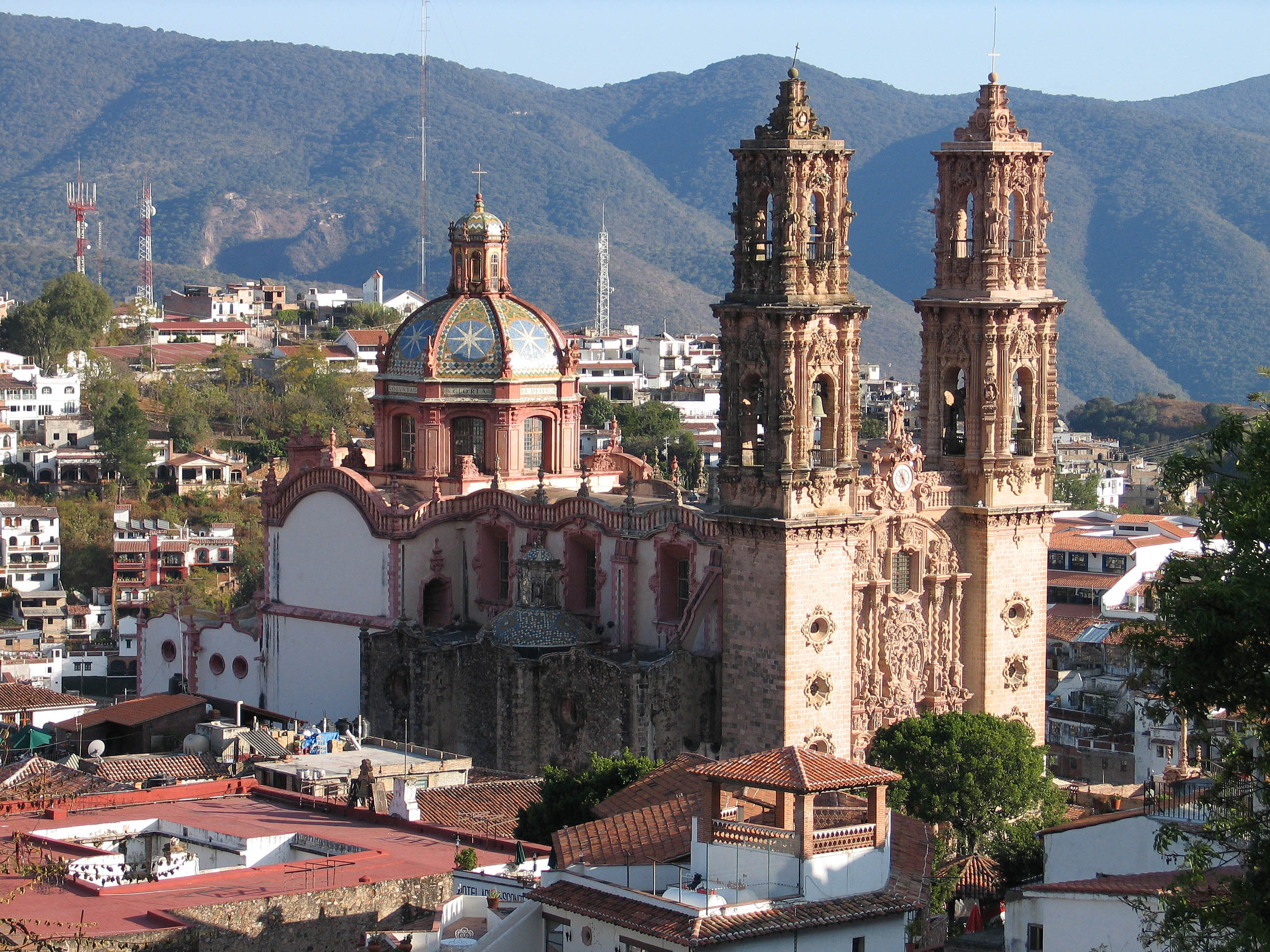
Kościół Santa Prisca w Taxco de Alarcón
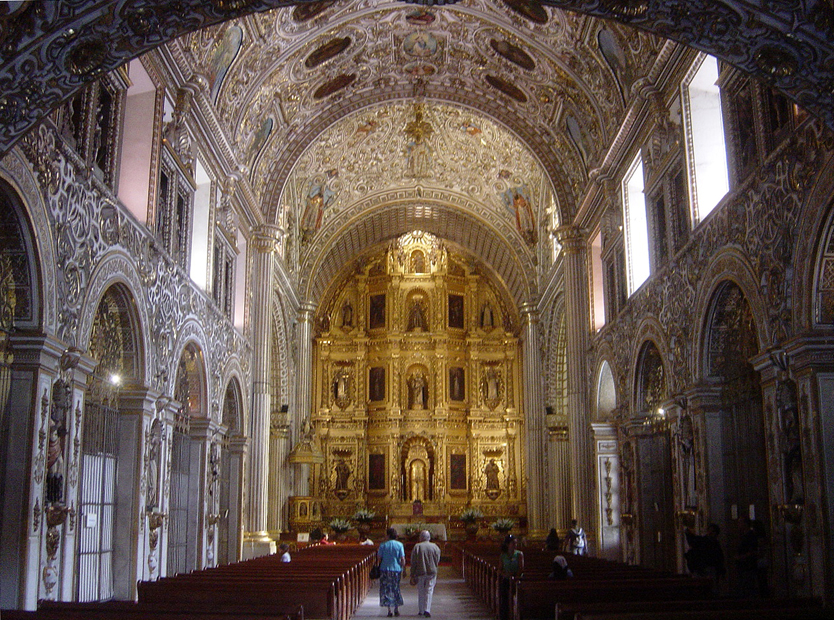
Wnętrze kościoła Santo Domingo w Oaxace

### Wicekrólestwo Nowa Granada
Obejmuje tereny, na których nie było monumentalnych przykładów architektury prekolumbijskiej. Jest to obszar, na którym architektura konkwistadorów znacznie mocniej jest związana z twórczością Herrey, niż budowle Meksyku. Dominowały ornamenty związane z hiszpańskim manieryzmem i dekoracjami inspirowanymi stylem mudejar. Najstarszym obiektem zbudowanym przez zakonników jest franciszkański zespół klasztorny w Quito (1535–1609) w Ekwadorze, z fasadą zaprojektowaną przez Jodocusa Ricke. Jezuicki kościół La Comañia w Quito (1605–1689) to przykład zastosowania sklepienia kolebkowego z lunetami. Podniebienie sklepienia pokryto skomplikowanymi ornamentami w stylu mudejar. Odbudowany po trzęsieniu ziemi w 1755. W latach 1722–1765 otrzymał portal wzorowany na rzymskim baroku (zbudowany przez jezuickich architektów: Leonhard Deubler i Veranzio Gandolfi z Mantui).
W Kolumbii nie ma zbyt wielu przykładów architektury baroku. Fasadę katedry w Tunji zdobi portal Bartolomea Carrióna zainspirowany architekturą Palladia. Wnętrza kolumbijskich kościołów otrzymywały zazwyczaj bogatą dekorację nawiązującą do wzorów manieryzmu, gotyku i mudejar, które pokrywały gęstą siatką drewniane stropy (np. kościół Santa Clara w Tunji).

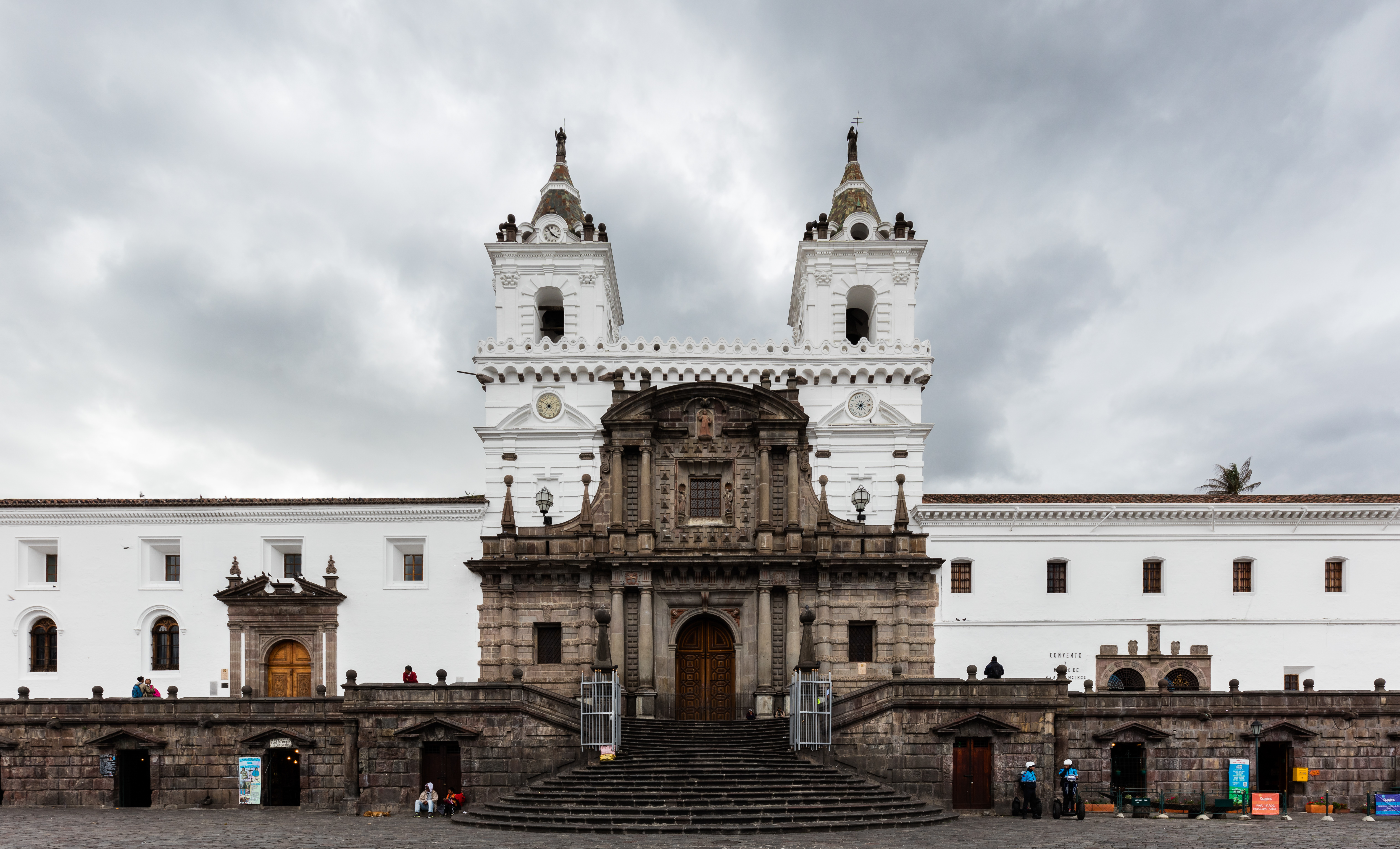
Palladiańska fasada franciszkańskiego kościoła w Quito
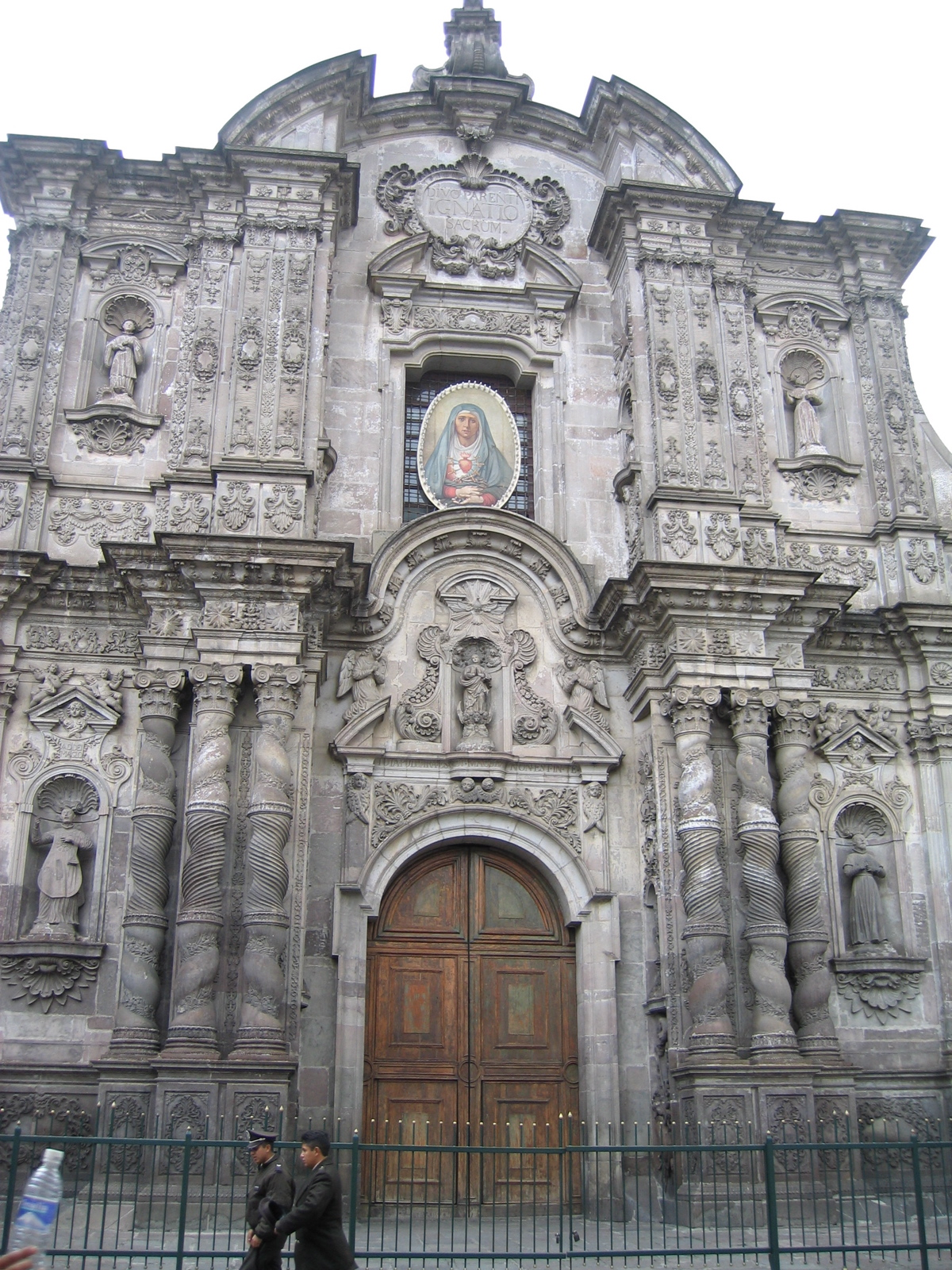
Wzorowany na rzymskim baroku portal jezuickiego kościoła La Comañia w Quito
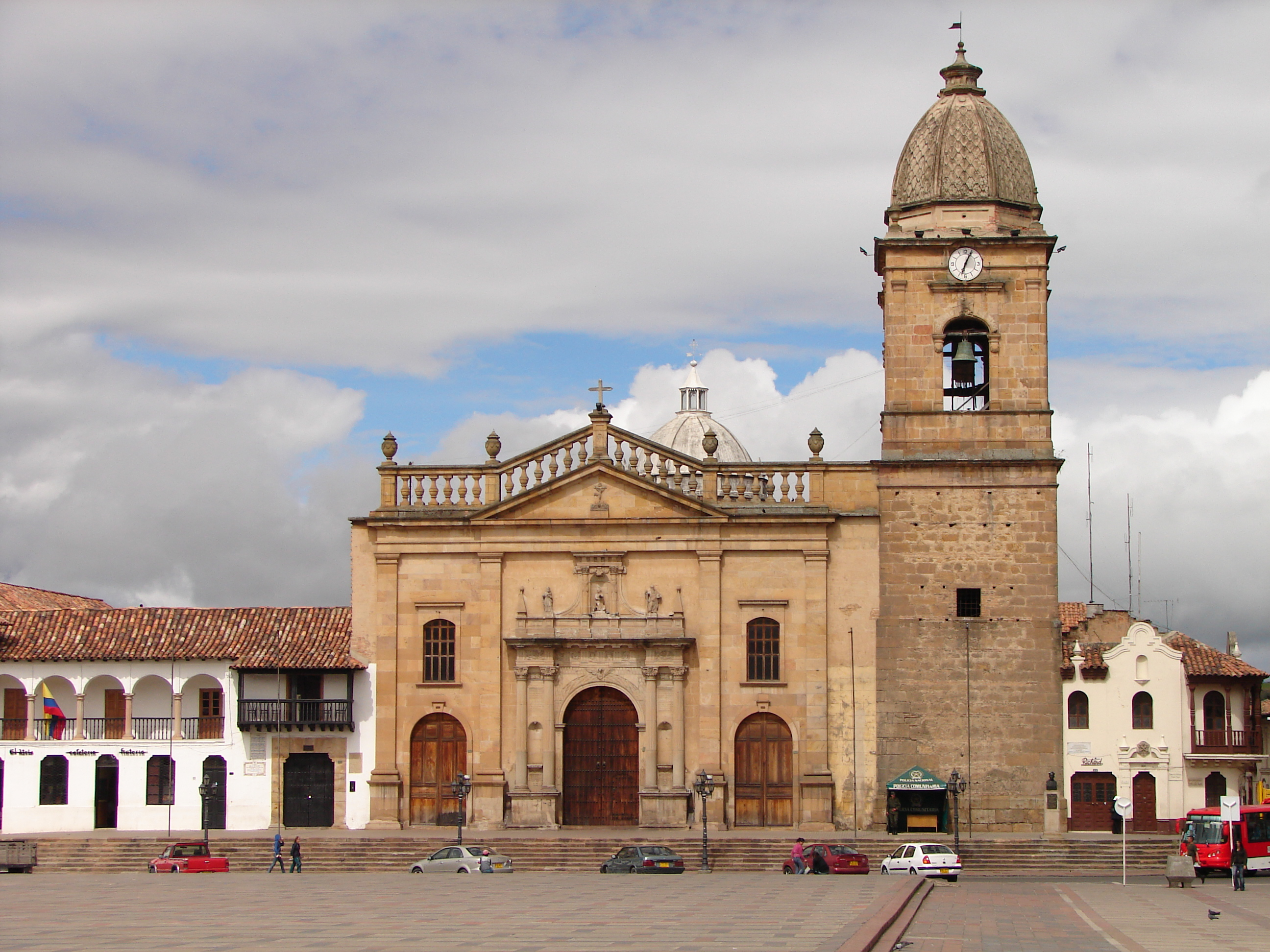
Portal katedry w Tunji

### Wicekrólestwo Peru
Na ziemiach należących do wicekrólestwa Peru architektura dość szybko przejęła wiele z tradycyjnej sztuki plemion indiańskich. Pierwsze ośrodki, w których osiedlili się kolonizatorzy zlokalizowane były w pobliżu jeziora Titicaca. Jako budulec wykorzystywano miejscową, suszoną cegłę adobe. Naroża budynków wzmacniano kamieniem. W kamieniu rzeźbiono portale. Prostą, geometryczną bryłę budowli zdobiły kontrastujące płaszczyzny – gładkie i z dekoracją w stylu zbliżonym do plateresco i mudejar.
Ważnym ośrodkiem założonym już w XVI wieku było Cusco. Na gruzach inkaskiej świątyni zbudowano klasztor Santo Domingo. Katedra w stylu Herrery zbudowana (1598–1668) to trójnawowy kościół halowy z kaplicami przylegającymi do naw bocznych. Przykryto ją gotyckimi, żebrowymi sklepieniami. Świątynię zaprojektował Francisco Becerry. W latach (1651–1657) otrzymała barokowy, trzypoziomowy portal (uważany za pierwsze barokowe dzieło Peru). Katedra stała się wzorem dla jezuickiego kościoła La Compañia (1651–1668) z portalem w formie retabulum (dzieło Diego Martineza z Oviedo) i kościoła San Pedro w Cusco oraz katedry San Francisco w Limie. Klasztor w Limie został założony w 1546 r., kościół zniszczony przez trzęsienie ziemi otrzymał nową, barokową fasadę odbudowaną (w latach 1669–1674) według projektu Constanina de Vasconcelos i Manuela de Escobara. Sposób wykonania konstrukcji sklepienia kościoła San Francisco różni się od metod znanych w Europie i jest charakterystyczny dla tego rejonu. W pierwszym etapie nad nawami wykonywano konstrukcję z plecionej trzciny. Na nią narzucano warstwę masy, która po związaniu zachowywała elastyczność. Taki rodzaj konstrukcji, tzw. quincha, był bardziej odporny na trzęsienia ziemi niż tradycyjne wykonane sklepienia.
W Limie do dekoracji ścian wykorzystywano ceramiczne azulejo układane we wzory inspirowane sztuką islamu. Orientalne motywy widoczne są także w pałacu Torre Tagle (1735).
W Arequipie (Peru) jako budulca używano łatwych w obróbce skał wulkanicznych. Zagrożenie sejsmiczne wymusiło niską zabudowę o solidnie rozbudowanych, masywnych dolnych partiach. Przykłady barokowych budowli w Arequipie: kościół jezuitów (1595–1698), portal rezydencji Casa del Moral.
Dekoracja kościołów w wicekrólestwie Peru koncentrowała się przede wszystkim na zdobieniu portali i nastaw ołtarzowych. W stolicy Boliwii, La Paz, portal kościoła San Francisco zdobi misterna płaskorzeźba, w której wyraźnie widoczne są wpływy sztuki indiańskiej. Motywy z prekolumbijskiej mitologii przeplatają się z miejscową roślinnością tworząc bogaty ornament. Taki sposób zdobienia bywa określany jako nazwą mestizo.

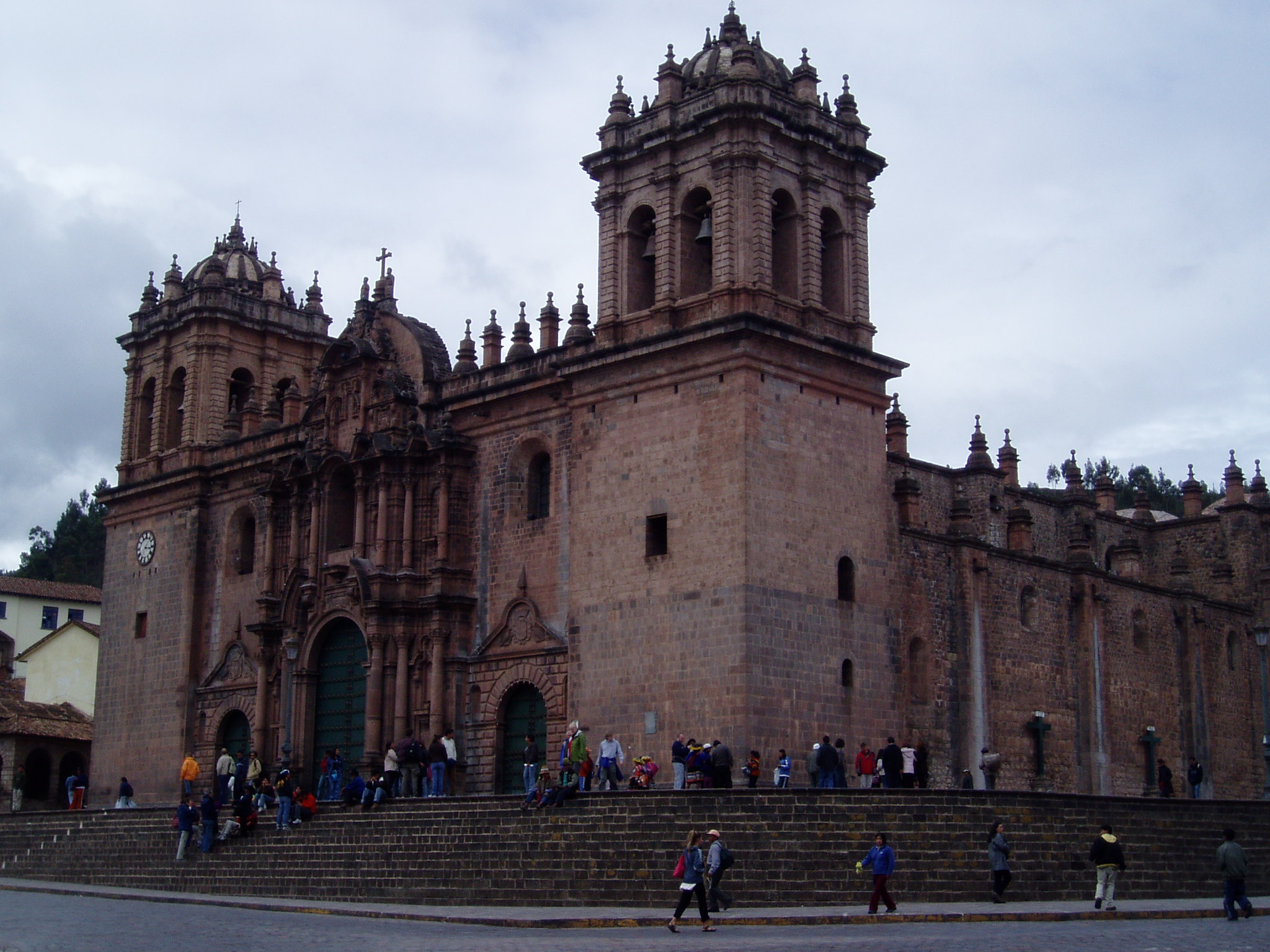
Katedra w Cuzco
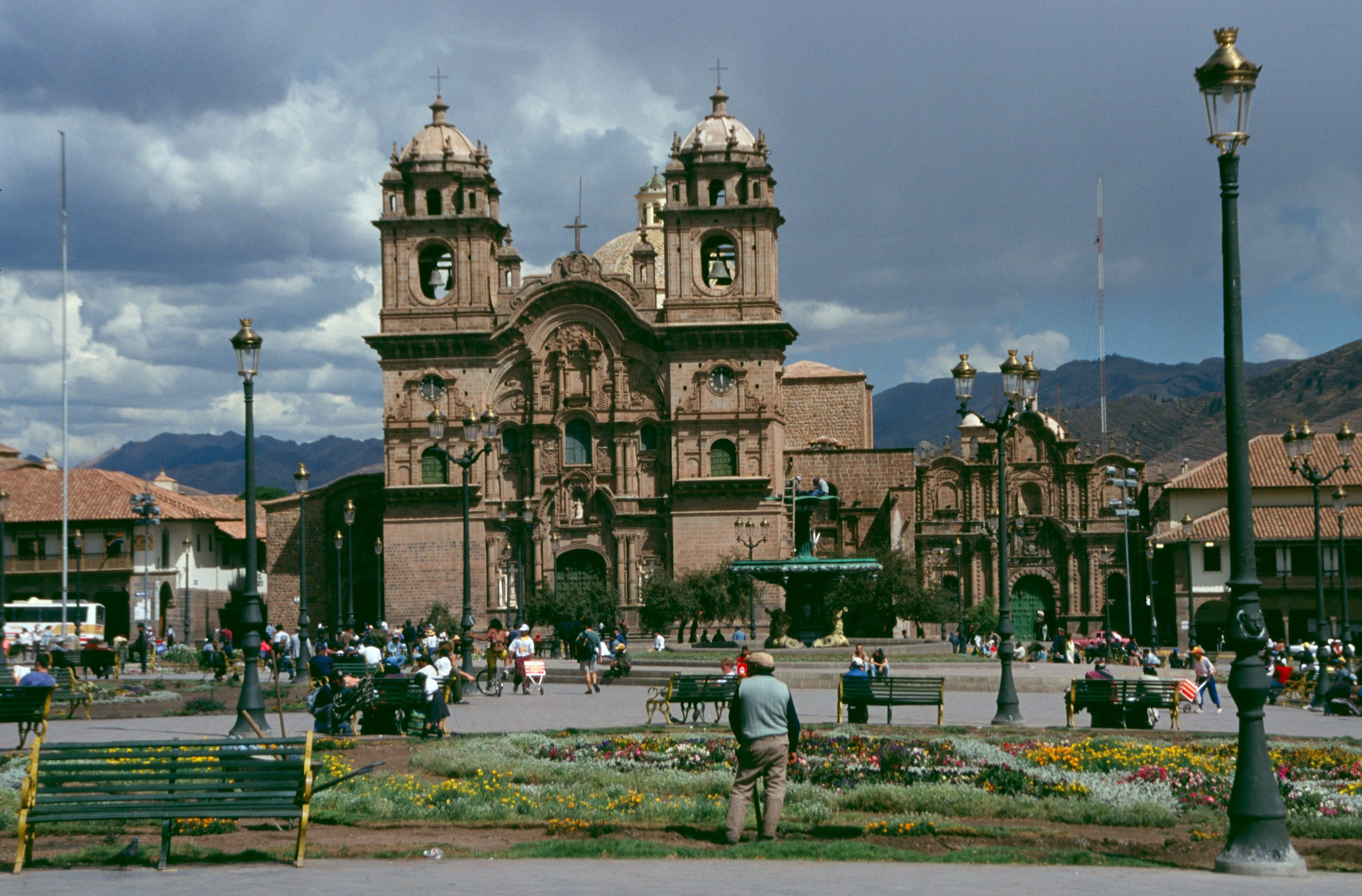
Jezuicki kościół La Compañia w Cuzco
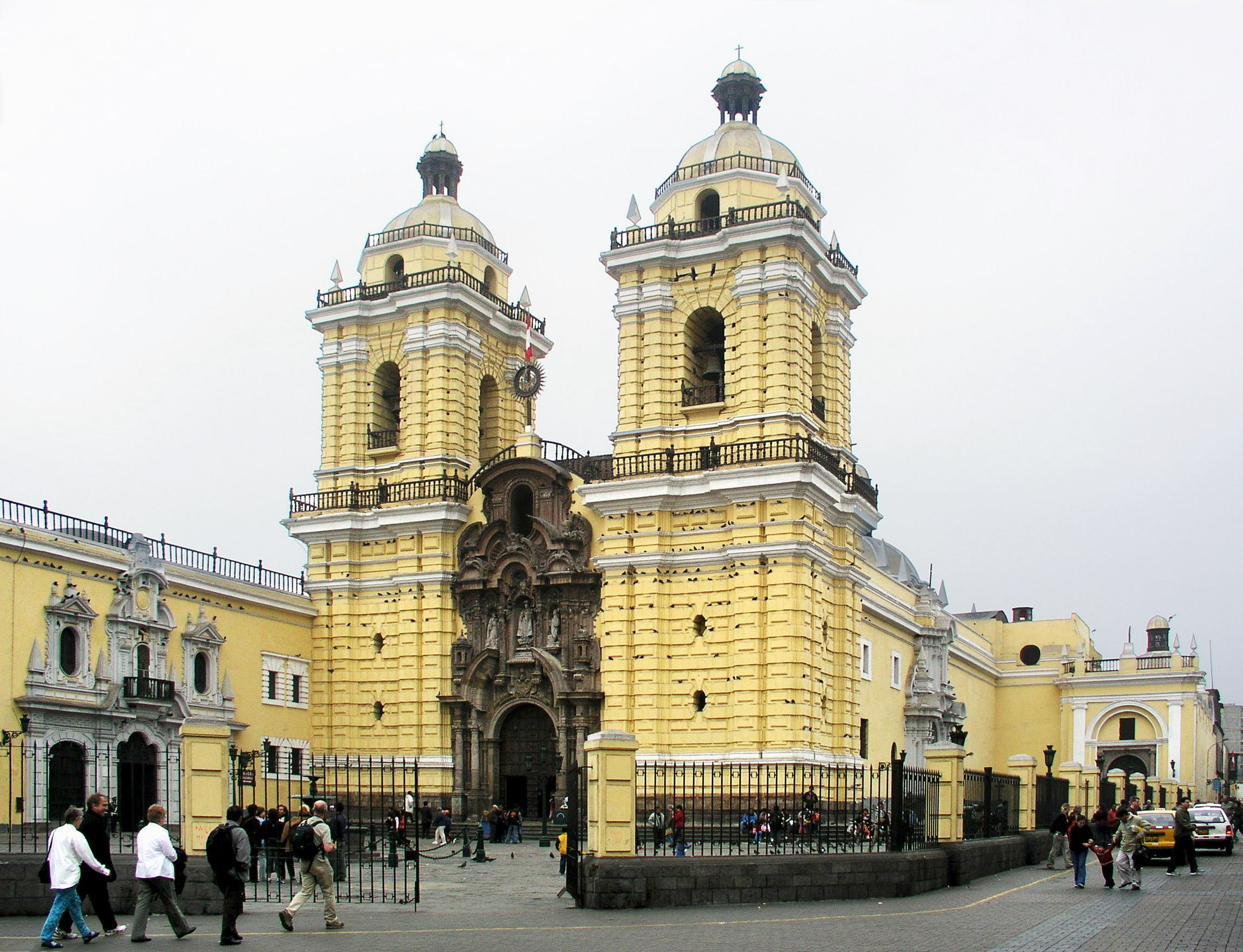
Kościół San Francesco w Limie
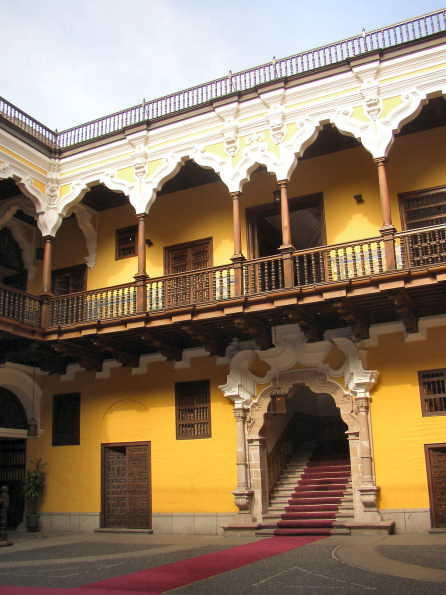
Orientalne wpływy w pałacu Torre Tagle w Limie
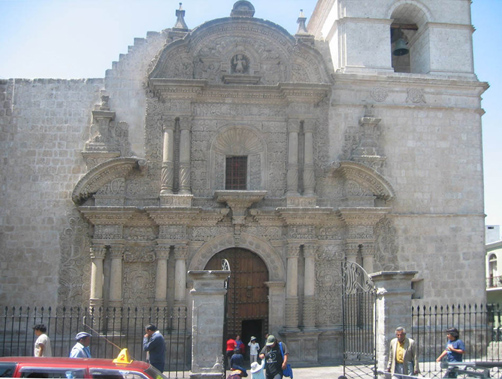
Jezuicki kościół w Arequipie
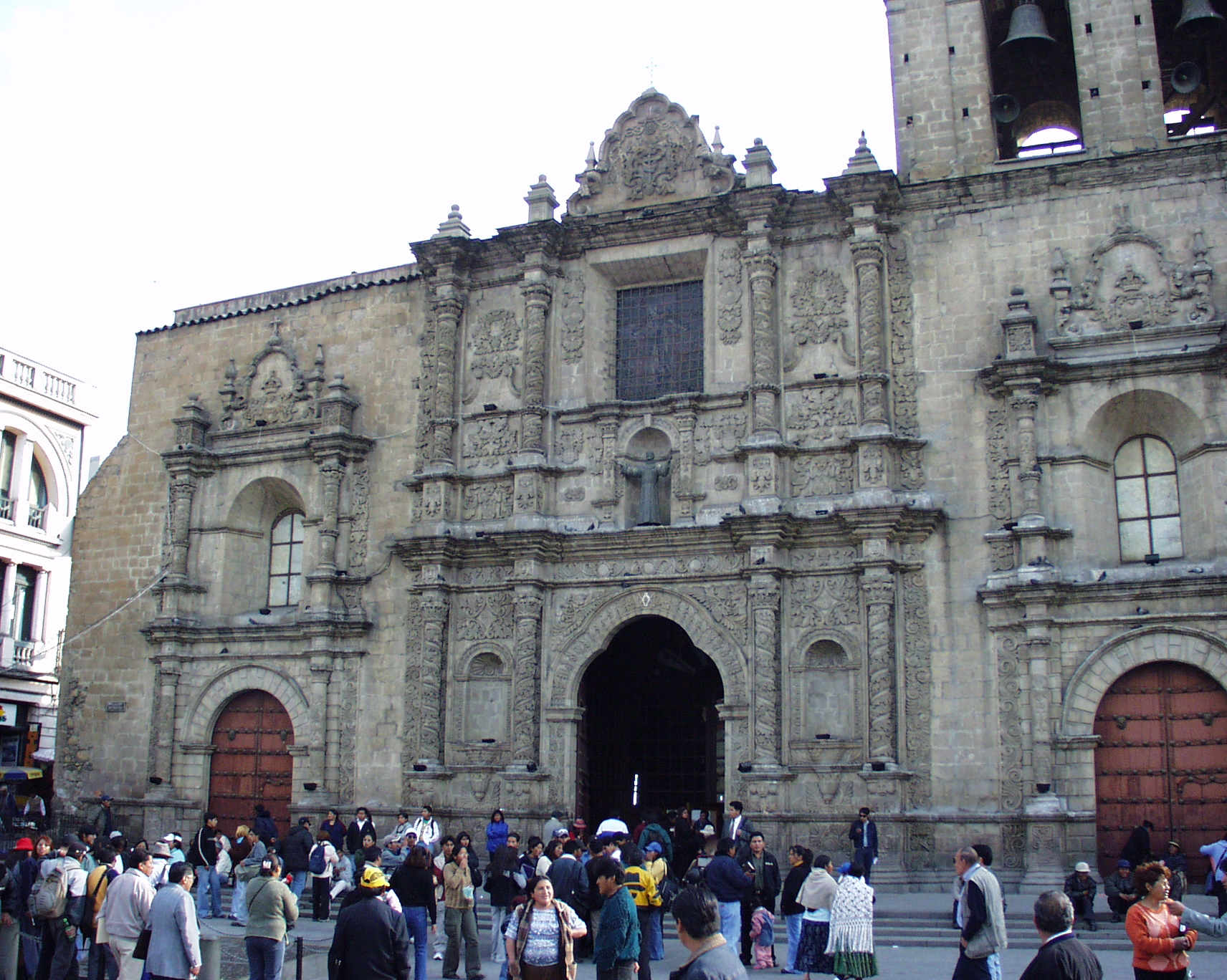
Kościół San Francesco w La Paz

### Portugalska kolonia – Brazylia

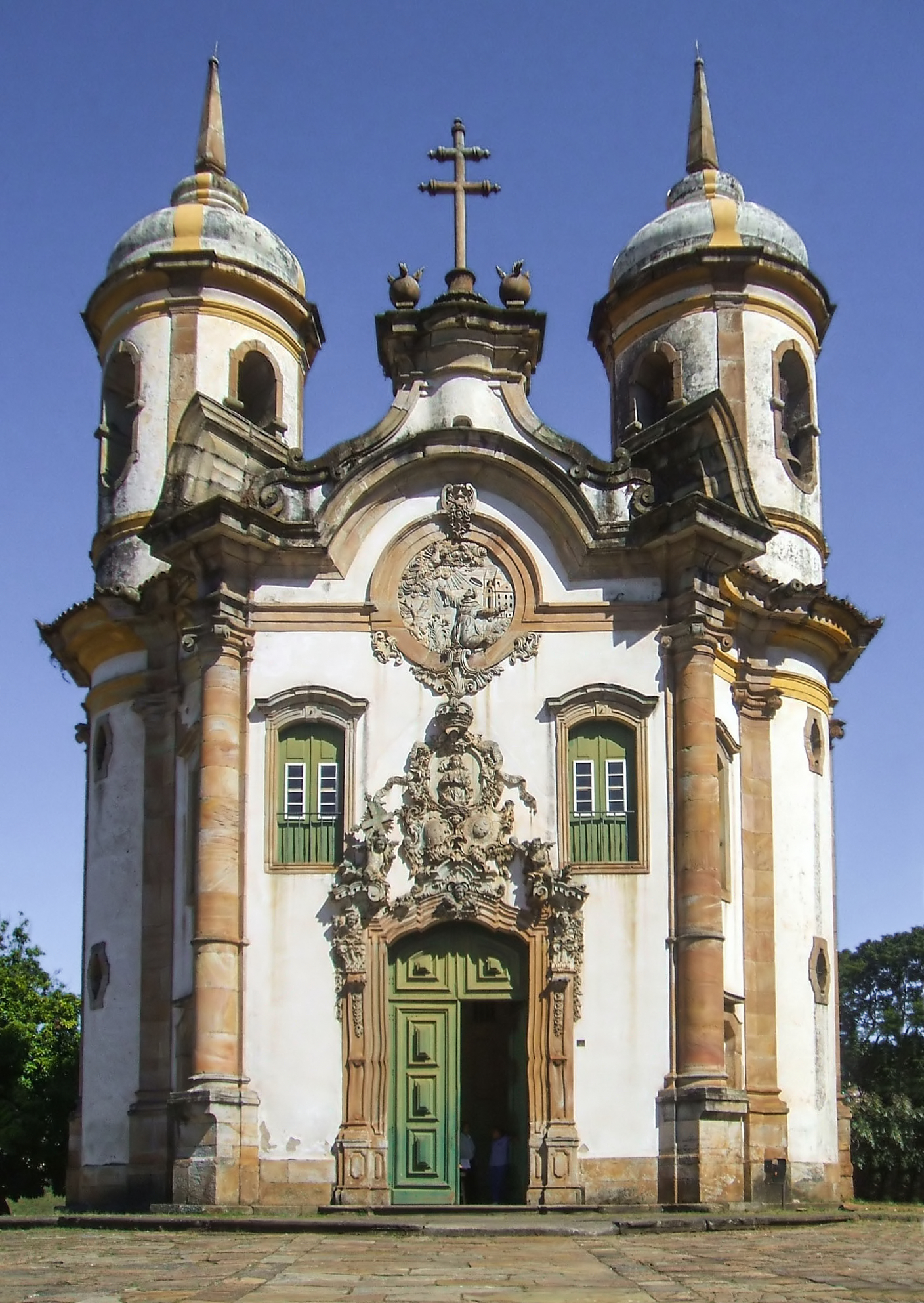
Kościół São Francisco de Assis w Ouro Préto

Portugalia, do której należało terytorium Brazylii, skolonizowała nadmorski (o szerokości ok. 100–200 km) pas lądu. Podobnie jak w koloniach hiszpańskich budowano przede wszystkim klasztory i kościoły. Zakładane miasta rozwijały się jednak inaczej niż pod rządami Hiszpanów. Nie budowano ich według wcześniej nakreślonych planów. Zazwyczaj wokół kościoła stawianego np. na wzgórzu powstawały place i ulice o nieregularnych kształtach i przebiegu dostosowanych do warunków lokalnych, zgodnie z ukształtowaniem terenu.
Kościoły w Brazylii planowano na ogół jako bazyliki przykryte drewnianymi stropami. Skromne fasady, w których dominowały duże okna pozbawione były ozdobnych portali. Wrażenie świeckości potęgowały występujące dość często balkony, dwuspadowe dachy, brak kopuł nad skrzyżowaniem naw i niskie wieże. Gładkie powierzchnie fasad dzielone są pilastrami i gzymsami a rytm podziału podkreśla kolorystyka. W XVIII wieku pojawiają się woluty i elementy rokoka. Do dekoracji używa się ceramicznych płytek azulejo.
Do najwcześniejszych przykładów architektury baroku należy kolegium jezuickie w Salvador (1652–1672) z jednonawowym kościołem wzorowanym na rzymskim Il Gesù. W Salvador znajduje się także franciszkański klasztor z kościołem São Francisco. Ściany krużganków klasztoru ozdobione są płytkami azulejo ułożonymi w obrazy o tematyce biblijnej i mitologicznej. Jest to największy na świecie zespół takiej dekoracji.
Najciekawiej reprezentuje się architektura baroku w stanie Minas Gerais. Budowane w tym stanie niewielkie kościoły planowane były jako jednonawowe z wąskimi korytarzami po bokach prezbiterium (z upływem czasu korytarze stają się coraz węższe a w końcu zanikają). Wąskie (ok. 10–15 m szerokości) fasady z portalami i szczytami zdobionymi formami zbliżonymi do rokoko flankowano dwoma niskimi wieżami. Układ naw z czasem przybrał formę owalu lub wydłużonego ośmioboku a fasada poprzez stosowanie wież na kolistym planie odchodzi od frontalnych rozwiązań. Z architekturą minas Gerais związani są:
- Antonio Francisco Pombala, autor ostatecznej formy kościoła Nossa Señhora do Pilar w Ouro Préto
- Aleijadinho (Antonio Francisco Lisbona), rzeźbiarz i architekt, autor nowatorskich rozwiązań przestrzennych. Jego prace to:
  - kościół São Francisco de Assis w Ouro Préto, zbudowany w latach 1766–1794
  - kościół do Carmen w Ouro Préto
  - dekoracja rzeźbiarska kościoła Bom Jesus di Matosinhos w Congonhas
- Manuel Francisco do Aranjo, projektant kościołów Rosario w Ouro Préto i São Pedro w Marianie.